# 國安密帳案
國安密帳案，台灣於2001年爆發的法律案件。特別偵查組在偵查卸任中華民國總統陳水扁國務機要費案時，指控前總統李登輝與劉泰英於1998年間涉嫌挪用外交部歸還給國家安全局「奉天專案」的秘密經費，用以建立台灣綜合研究院，以貪污、洗錢罪嫌起訴李登輝、劉泰英。李登輝獲判無罪，劉泰英判刑3年定讞。

## 案件過程
在兩蔣時代，在國安局名下的各種秘密預算，可經由當時的中華民國總統直接批准後動用；但對於這些經費動支，缺少法律規範與帳目查核。在李登輝執政期間，以「奉天專案」等計劃，將國安局各項秘密預算集中，加以法制化。「奉天專案」是國安局編列專供元首使用的秘密費用，國安局在奉天專案下再編列以學術合作支援外圍單位的「當陽專案」、對美日外交的「明德專案」等。經費總計約新臺幣三十億元，歷年累積高達十多億元的孳息。2000年，負責管理「奉天專案」相關經費的國安局出納組長劉冠軍，涉及貪污其中的1.9億元，潛逃出國。2002年2月16日，在陳水扁總統任內，將這些秘密帳戶全部收繳國庫。
1993年，曼德拉當選南非總統，與中華人民共和國開始進行接觸。中華民國外交部設立「鞏案」計畫，意圖維持與南非的邦交。1994年5月，李登輝總統出訪南非，參與曼德拉的總統就職典禮。在訪問過程中，他答應捐贈美金1,050萬元給南非執政黨「非洲民族議會」，作為「重建暨發展計畫」之用，曼德拉則承諾不會與中華民國斷交。因為立法院對「鞏案」並無編列相關預算，李登輝指示外交部可以向國安局動支「奉天專案」的錢先行代墊，並指示國安局長殷宗文配合墊款。
國安局於1998年9月間，發文要求外交部返還「鞏案」墊款。1999年2月4日，外交部長胡志強歸還代墊款，將1,070萬元美金匯入國安局盛昌公司在中國農民銀行國外部的帳戶。因為國安局於1995年至1997年間，已經用自身的預算結餘款，先後辦理歸墊，帳上僅餘新台幣8,940萬餘元待補，國安局會計長徐炳強收到這1,070萬美元後，在同年4月1日指示國家安全局出納組上校組長劉冠軍提領750萬美元，由劉冠軍以化名換購美國運通銀行面額1,000美元的連號旅行支票7,500張以及29萬4,545美元的現金，再由徐炳強以水果禮盒包裝後送至中華開發工業銀行董事長辦公室交予劉泰英。
劉泰英收到後，私下將其中150張旅行支票（15萬美元）與現金據為己用，其餘交給潤泰企業集團負責人尹衍樑。尹衍樑將經旅行支票兌換為現金後，開立支票，以個人及公司名義，作為捐贈，將新台幣2億5,000萬元匯款給臺灣綜合研究院。
2002年3月21日，《台灣壹週刊》第43期的〈封面故事〉刊登記者謝忠良撰文，引用國安局機密公文，指稱李登輝總統任內非法挪用國安局經費新台幣35億元設立秘密帳戶。出刊前的2002年3月20日，因國安局要求，臺灣高等法院檢察署前往《台灣壹週刊》總部進行搜索，《台灣壹週刊》總編輯裴偉批評國安局企圖掩蓋事實。國安局還指揮法務部調查局從2002年5月3日起監聽謝忠良與《台灣壹週刊》同組記者朱明，監聽時間超過兩年五個月。至2009年1月12日，檢方才告知謝朱二人曾被監聽。
在馬英九當選總統後，特偵組重啟調查國安密帳案。2011年6月30日，特別偵查組認定李登輝為協助台灣綜合研究院儘速籌得創院資金，於1998年與劉泰英及前國安局長殷宗文謀議，涉嫌侵佔國安密帳「鞏案」歸墊的剩餘公款779萬7,193美元，挪供劉泰英支付台綜院購置院舍價金、裝置、人事等費用，被告李登輝、劉泰英涉有侵占公有財物等犯嫌，洵堪認定。被告劉泰英於行為時，並不具有公務員身分，惟依刑法第31條第1項、貪污治罪條例第3條之規定，其與具公務員身分之被告李登輝與殷宗文共犯貪污治罪條例之罪，應依該條例處斷，是核被告李登輝、劉泰英所為，均係犯貪污治罪條例第4條第1項第1款之侵占公有財物、洗錢防制法第11條第1項等罪嫌；被告劉泰英另犯稅捐稽徵法第43條幫助逃漏稅捐、刑法第215條業務登載不實等罪嫌。被告李登輝所犯侵占公有財物罪與洗錢罪間；被告劉泰英所犯侵占公有財物罪、洗錢罪、業務登載不實罪與幫助逃漏稅捐罪間，均有方法結果之牽連關係，為牽連犯，依94年1月7日刑法修正前第56條之規定，均應從一重之侵占公有財物罪處斷。被告李登輝、劉泰英與殷宗文就侵占公有財物、洗錢犯行，其彼此間有犯意之聯絡及行為之分擔，均為共同正犯，予以起訴。起訴書認為，被告李登輝身為國家元首，統領文武百官，理應為全民及全體公務員表率，竟不遵守國家法制，擅將公帑不法挪供私人使用，犯後仍設詞否認，冀求卸責，毫無悔意，惟念及其已年邁，合於刑法第63條之減刑規定，及對國家之貢獻等情，請求量處適當之刑。被告劉泰英共同侵占公款等犯行明確，復私吞其中之44餘萬元美金供己花用，犯後不知悔悟，猶矢口狡賴，品行惡劣，惟考量其已將侵占所得返還國安局，及年事已高等情，亦請量處適當之刑。（起訴案號：98年度特偵字第12號、100年度特偵字第4號）。
劉泰英在訴訟過程中，承認曾將其中15萬美元資金據為己用，並將款項歸還國庫。特偵組將尹衍樑等人涉嫌違反商業會計法、刑法偽造文書罪及稅捐稽徵法等三罪嫌，另行發交台北地檢署偵辦。尹衍樑向台北地檢署檢察官承認曾經收取劉泰英給與的旅行支票，兌換後，再以捐獻名義捐給台經院；台北地檢署檢察官認為尹衍樑涉犯偽造文書、商業會計法等罪嫌，考量尹衍樑長年捐助學術、宗教及政府機購金額達6億元，且無前科、素行良好，也主動表明願繳付1,000萬元緩起訴處分金，顯見確有悛悔之心，諭知緩起訴處分1年確定。李登輝則表示他對款項運用方式不知情，聲稱無罪。特偵組另案移送前國安局長殷宗文為共犯，但殷宗文已過世，台北地檢署檢察官處分不起訴。

## 訴訟結果
2013年11月15日，台北地方法院一審宣判，李登輝無罪，劉泰英則依貪污治罪條例第4條第1項第1款之侵占公有財物罪判處有期徒刑2年8月，褫奪公權3年。特偵組對兩人提起上訴。（案號：臺北地方法院100年度金重訴字第7號判決）
2014年8月20日，台灣高等法院二審宣判，李登輝無罪，適用《刑事妥速審判法》而定讞；劉泰英依貪污治罪條例第4條第1項第1款之侵占公有財物罪判處有期徒刑3年，褫奪公權3年。劉泰英提起上訴。（案號：臺灣高等法院102年度金上重訴字第53號判決）
2015年11月4日，最高法院三審宣判，劉泰英依貪污治罪條例第4條第1項第1款之侵占公有財物罪判處有期徒刑3年，褫奪公權3年定讞。（案號：最高法院104年度台上字第3300號判決）